# 블레어 언더우드
블레어 언더우드(Blair Underwood, 1964년 8월 25일 ~ )는 미국의 배우이다. 《A Soldier's Play》로 2020년 토니상 연극 부문 남우주연상을 수상하였다.

## 출연 작품

### 영화
- 함정 (1995)
- 셋 잇 오프 (1996)
- 딥 임팩트 (1998)
- 룰스 오브 인게이지먼트 (2000)
- 풀 프론탈 (2002)
- Woman Thou Art Loosed: On the 7th Day (2012)
- The Trip to Bountiful (2014)
- 배드 헤어 (2020)

### 텔레비전
- L.A. 로 (1987-94)
- 더티 섹시 머니 (2007-09)
- 인 트리트먼트 (2008)
- 더 이벤트 (2010-11)
- 아이언사이드 (2013, Ironside)
- 콴티코 (2016-18)